# NGC 6900
NGC 6900 is een spiraalvormig sterrenstelsel in het sterrenbeeld Arend. Het hemelobject werd op 1 oktober 1863 ontdekt door de Duitse astronoom Albert Marth.

## Synoniemen
- MCG 0-52-1
- MCG -1-52-1
- IRAS 20189-0243
- PGC 64530